# Aviamotornaja (metrostation Moskou; Grote Ringlijn)
Aviamotornaja (Russisch: Авиамото́рная ) is een station in aanbouw aan de Grote Ringlijn van de Moskouse metro. Het krijgt een overstap verbinding met het gelijknamige station aan de Kalininsko-Solntsevskaja-lijn. Het station is op 27 maart 2020 geopend en zolang de Grote Ringlijn niet is voltooid wordt het station als onderdeel van de Nekrasovskaja-lijn geëxploiteerd. Aanvankelijk was het ook de bedoeling dat het station aan de Nekraskovskaja-lijn zou komen maar door een hertracering van de Grote Ringlijn dichter naar het centrum werd het beoogde station onderdeel daarvan. 

## Geschiedenis
Het station is genoemd naar de Aviamotornajastraat die op haar beurt genoemd is naar het ontwikkelingsinstituut voor vliegtuigmotoren dat tussen de stations Aviamotornaja en Lefortovo ligt. Al bij de eerste plannen voor een metro ringlijn in 1938 was in deze buurt een station met de naam Hamer en sikkel fabriek voorzien. De Koltsevaja-lijn werd echter dichter rond het centrum gelegd en pas bij de opening van de Kalininsko-Solntsevskaja-lijn op 30 december 1979 kreeg de buurt een aansluiting op de metro. In 1985 volgde de eerste plannen voor lijnen buiten de Koltsevaja-lijn om waaronder een lijn tussen Khimki en Loeberetski langs de oostkant van het centrum. Hierbij zou Aviamotornaja een overstappunt worden in het oosten van de stad. In februari 2011 werd de bouw van de Kozjoechovskaja-lijn, thans Nekrasovskaja-lijn, aangekondigd als radiaallijn met Aviamotornaja als noordelijk eindpunt. Net als het bestaande station van de Kalininsko-Solntsevskaja-lijn zou er een pylonenstation worden gebouwd. In november 2011 werd het stationsontwerp herzien en werd gekozen voor een ondiep gelegen zuilenstation. In april 2012 werd geopperd dat de nieuwe lijn zou kunnen worden doorgetrokken naar het centrum.     

## Bouw
Om de plaats van het station bouwrijp te maken werd de Lefortovomarkt gesloten en gesloopt. Het begin van de bouw was aangekondigd voor 2012 maar pas in mei 2014 werden sonderingen uitgevoerd voor technische en geologische onderzoeken. In mei 2017 begon de bouw pas echt toen de eerste spade de grond in ging voor de noordelijke verdeelhal. De tunnelboormachines begonnen in september respectievelijk oktober 2017 met de linker en rechter tunnelbuis vanaf Lefortovo naar het zuiden. Op 31 juli 2018 bereikte de rechter tunnelboormachine het station, de linker volgde op 8 augustus 2018. In september 2018 bereikten de tunnelboormachines Nizjegorodskaja Oelitsa
waarmee de tunnel van de Grote Ringlijn tussen Nizjegorodskaja en Roebtsovskaja was voltooid.

## Ligging en inrichting
Het station ligt op de plaats van de vroegere Lefortovomarkt en een onderstation van Mosgortrans. De noordelijke ingang komt bij het kruispunt Aviamotornaja Oelitsa – Krasnokazarmennaja Oelitsa van waar via vier roltrappen en een tunnel onder de voorstadslijn het perron wordt bereikt. De zuidelijke ingang komt bij de eindlus van de tram aan de Sjosse Entoeziastov en is eveneens met vier roltrappen met het perron verbonden. Ondergronds is er een verbinding voor overstappers tussen de perrons van de Grote Ringlijn en die van de Kalininsko-Solntsevskaja-lijn. Samen met de MZD voorstadshalte Novaja aan de lijn naar Rjazan en Kazan wordt een vervoersknooppunt gevormd. Rond het station zullen verschillende gebouwen komen van 10 tot 15 verdiepingen met kantoren en appartementen. Als vervanging van de vroegere markt zal tevens 10 duizend vierkante meter winkelruimte worden gebouwd.     